# Mojžíř (hrad)
Mojžíř (též Wessenstein) je zaniklý hrad nad městskou částí Mojžíř na okraji města Ústí nad Labem. Hrad stál na levém břehu Labe na vrchu Strážný v nadmořské výšce 275 metrů. Dochovaly se z něj terénní relikty a drobné fragmenty zdiva.

## Historie
O hradu se nedochovaly žádné písemné prameny. Sporné je i jeho jméno. V literatuře se často uvádí pod německým názvem Wessenstein, ale už August Sedláček poukázal na záměnu se německým hradem Weesenstein u města Dohna. Jiří Úlovec navrhl hypotézu o jménu Mojžíř ve spojení s rodem pánů z Lungvic, kteří vlastnili vesnici Mojžíř na přelomu 14. a 15. století. Archeologické nálezy datují existenci hradu do druhé poloviny 13. století a na počátek 14. století, ale nelze vyloučit ani pozdější osídlení hradu.
Rytíři z Lungvic vlastnili ves Mojžíř od druhé poloviny čtrnáctého století, kdy došlo k rozdělení jejich rodového majetku a Mojžíř se stal centrem samostatného panství. Jeho prvním známým majitelem byl v roce 1387 Vygand z Lungvic a posledním Děpolt z Lungvic uváděný roku 1401. Mezi lety 1401 a 1404 statek získal Václav z Vartenberka, který jej připojil k Blansku, a nepotřebný hrad nad Mojžířem zanikl.

## Stavební podoba
Hrad měl oválný půdorys. Na východní straně ho chránil obloukovitý příkop. V samotném jádře se nachází skalní výchozy bez výraznějších známek zástavby. Pouze ve východní části se dochovaly zbytky zdiva.

## Přístup
Na hrad nevede žádná značená cesta. Nejsnazší cesta vede z Mojžíře od kostela svatého Šimona a Judy ulicí U Fary. Ulice vede podél zahrádek a posléze se mění v polní cestu, která záhy uhýbá k severu. Odtud je možné jít přímo na východ a úbočím Strážného vystoupat přímo ke zbytkům hradu.

## Galerie

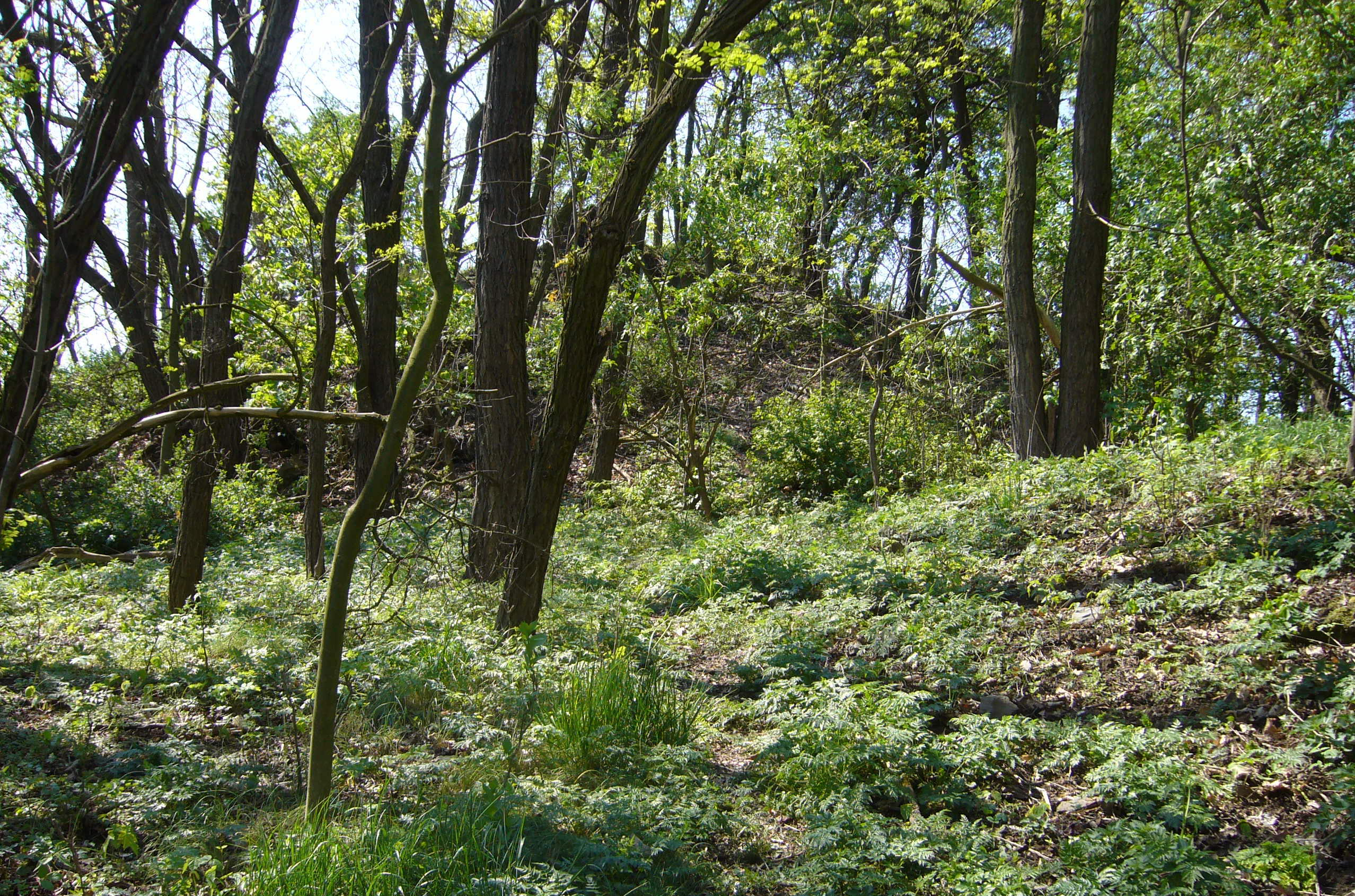
Pohled přes příkop k hradnímu jádru
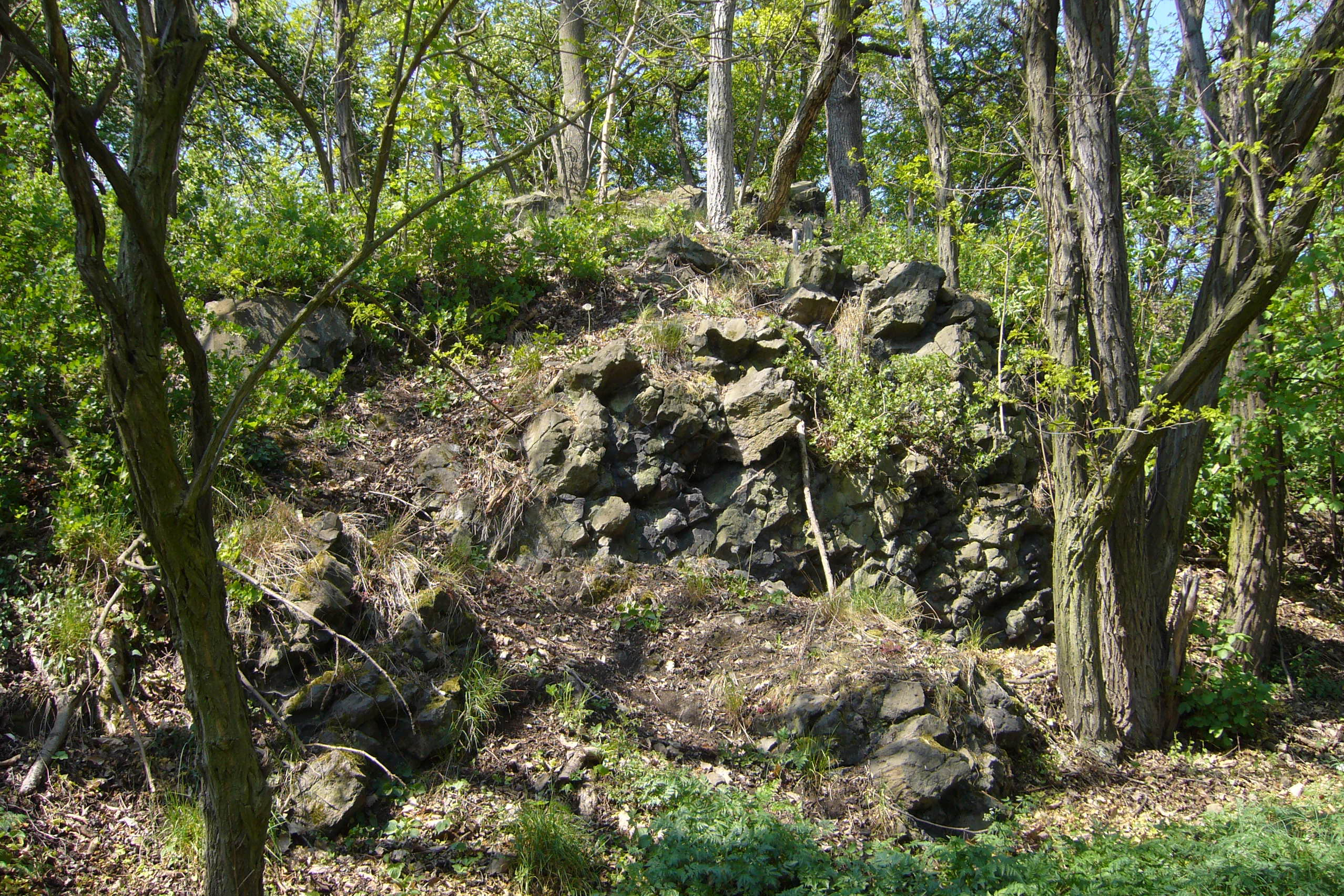
Skalní výchoz v jádře
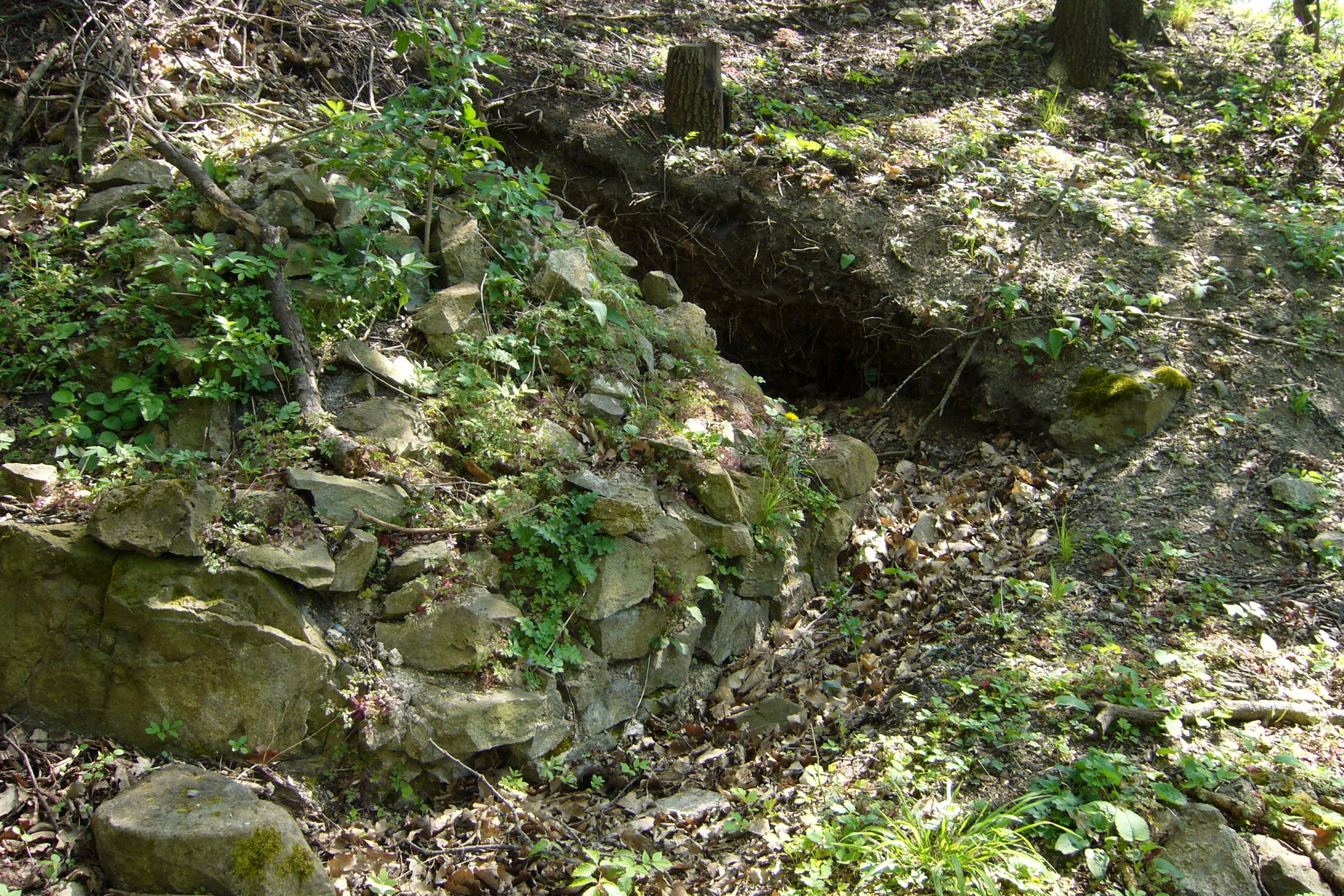
Fragment zdiva u nelegálního výkopu